# Bjorn Seguin
Bjorn Seguin (* 4. April 1990 in Los Angeles, Kalifornien) ist ein US-amerikanischer Badmintonspieler, der auch für Neuseeland startete. Er hat sowohl die französische als auch die US-amerikanische Staatsbürgerschaft.

## Karriere
Bjorn Seguin belegte bei den Victoria International 2009 Rang drei im Herrendoppel mit Oliver Leydon-Davis. Ein Jahr später wurde er bei den Mexico International 2010 sowohl Zweiter im Einzel als auch Zweiter im Mixed. Zwei Silberränge erkämpfte er sich auch bei den Canterbury International 2010. Weitere zweite Plätze errang er bei den Fiji International 2010 und den Nouméa International 2010, wo er auch seinen ersten internationalen Turniersieg einfahren konnte. Bei den Tahiti International 2012 wurde er Dritter ebenso wie bei den Victoria International 2012. 2013 gewann er gemeinsam mit Gareth Henry das Herrendoppelfinale bei der Carebaco-Meisterschaft und belegte dazu im Herreneinzel bei derselben Veranstaltung den zweiten Platz.